# Energie Wasser Bern

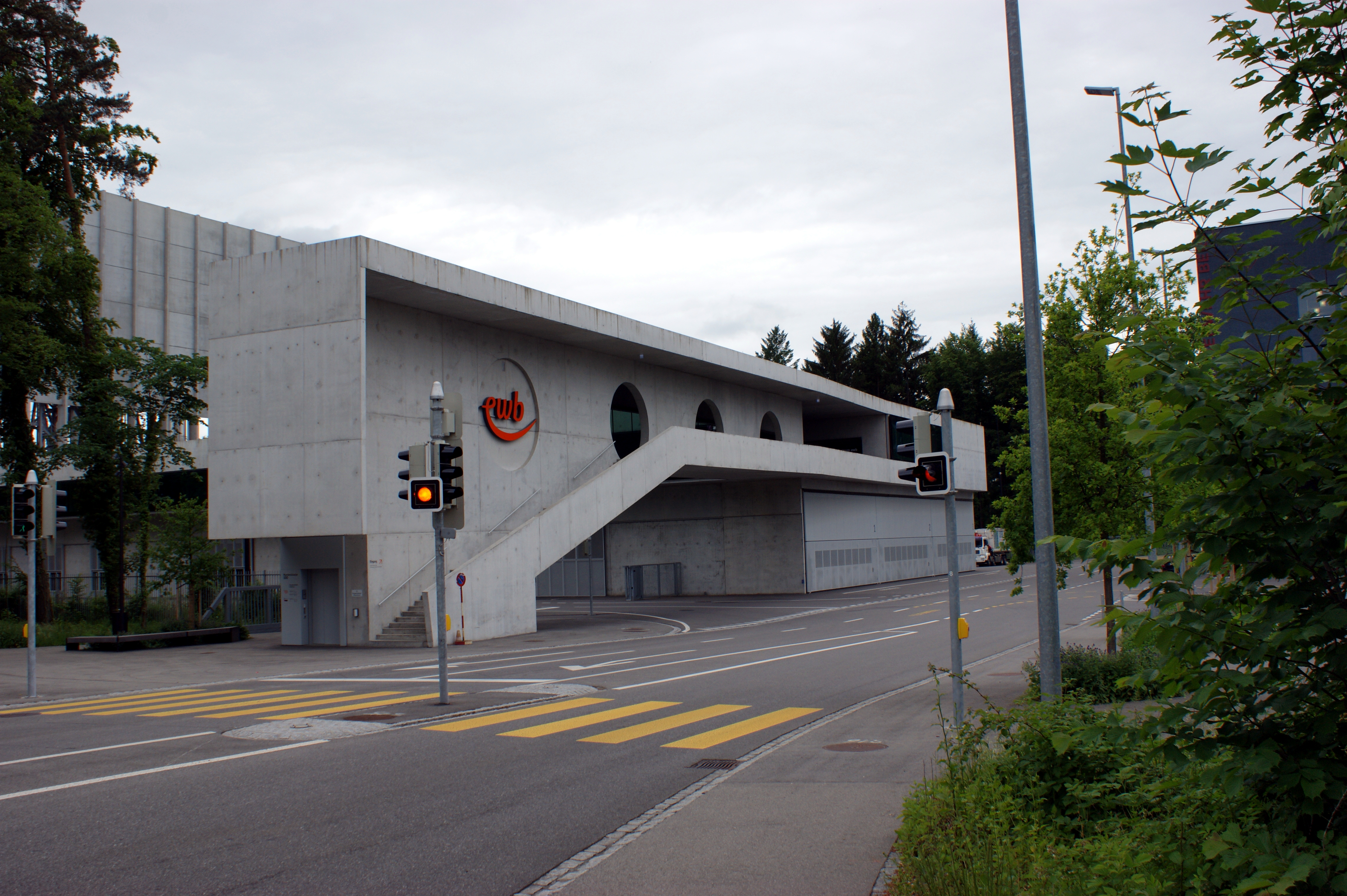
Zugang zur Energiezentrale Forsthaus

Energie Wasser Bern (EWB, Eigenschreibweise „ewb“) ist das Strom-, Wasser-, Erdgas-, Abfallverwertungs- und Wärme-Versorgungsunternehmen der Stadt Bern in der Schweiz. Als selbständige öffentlich rechtliche Anstalt befindet sich das Unternehmen im Besitz der Stadt Bern, welche auch die Aufsicht über das Unternehmen ausübt. Energie Wasser Bern ging 2002 durch den Zusammenschluss des Elektrizitätswerks der Stadt Bern und der städtischen Gas-, Wasser- und Fernwärmeversorgung hervor. Das Unternehmen beschäftigt rund 750 Mitarbeiter und erwirtschaftete 2024 einen Umsatz von rund 750,9 Millionen Schweizer Franken. Energie Wasser Bern gehört zu den 500 grössten Unternehmen in der Schweiz.

## Tätigkeitsgebiet
Die Aktivitäten von Energie Wasser Bern umfassen im Wesentlichen die Bereiche Stromversorgung, Wasserversorgung, Erdgasversorgung, Fernwärmeversorgung, Angebote im Bereich Mobilität (Erdgas fahren und Elektromobilität), den Bau des Berner Glasfasernetzes und die Abfallverwertung. 2005 wurde ein Wettbewerb für den Neubau des Energiezentrale Forsthaus West ausgeschrieben, das das Zürcher Architekturbüro Graber Pulver gewann. 2013 wurde die neue Zentrale fertiggestellt und eröffnet. Die neue Zentrale Forsthaus West beinhaltet erstmals drei Anlagen unter einem Dach: Die Kehrrichtverwertungsanlage (KVA) ist mit einem Holzheizkraftwerk (HKW) und einem Gas- und Dampfturbinenkraftwerk (GuD) zusammengeschaltet. Ab 2015 fungierte EWB auch als Internetdienstanbieter, später auch als TV-Anbieter, zog sich aber 2023 aus beiden Bereichen zurück.
Die Bären Elektro AG gehört zu den Tochterfirmen von EWB. Die Guggisberg Dachtechnik AG wurde 2025, über zehn Jahre nach der Übernahme, verkauft.

### Stromversorgung

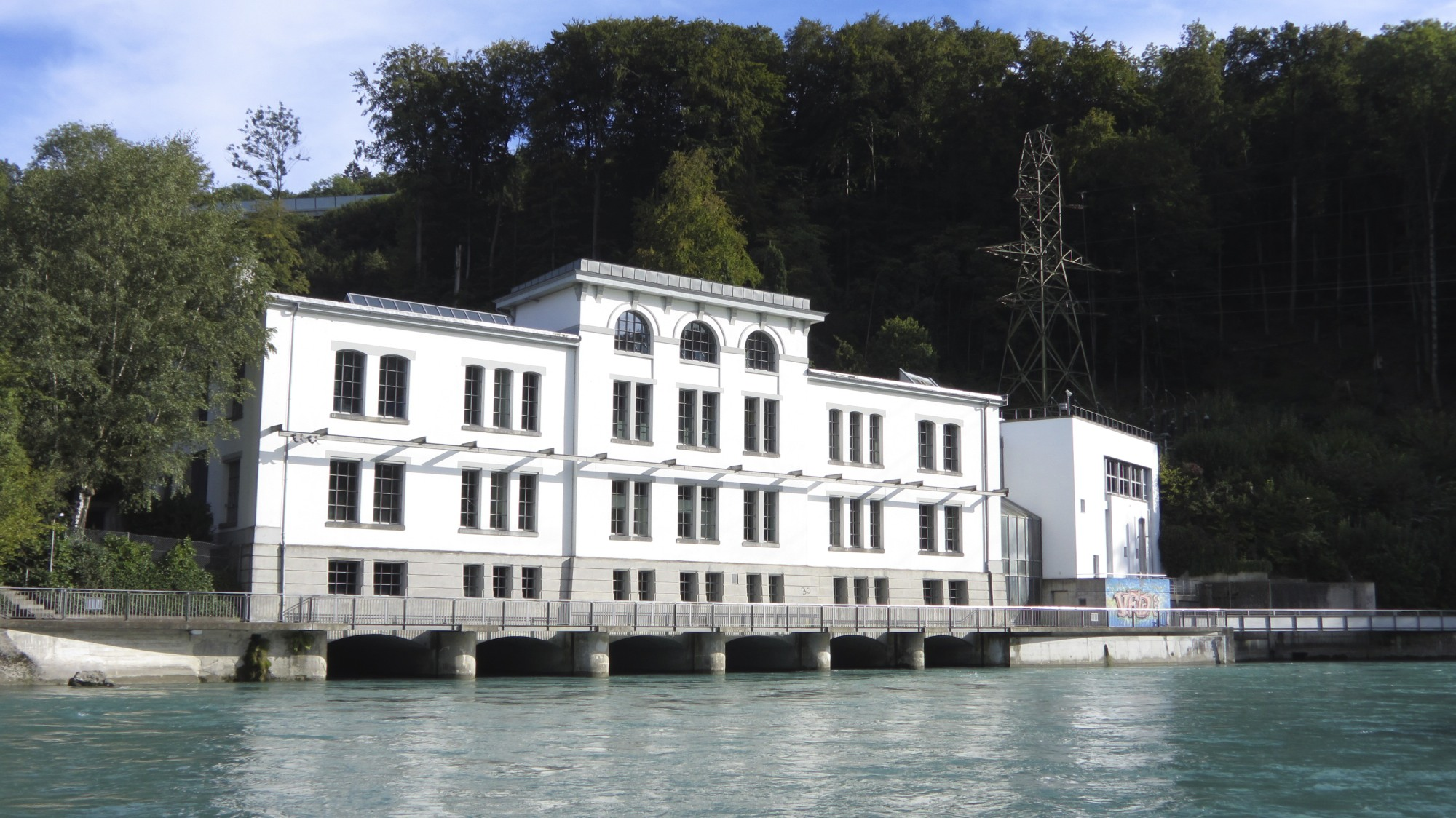
Das Kraftwerk Felsenau gehört zu 100 % EWB

Als Stromversorger beliefert Energie Wasser Bern 70'000 private Haushalte, 8'000 kleine und mittlere Unternehmen sowie 100 Grosskunden in der Stadt Bern mit insgesamt 1'067 GWh Strom pro Jahr; zudem wurden 120 GWh Strom erneuerbare Energie an Dritte/ins Ausland verkauft. Dieser wird grösstenteils von Kraftwerken, an denen EWB beteiligt ist, bezogen. Ein kleinerer Teil wird von Drittanbietern gekauft oder in den eigenen Anlagen produziert. Ab Ende 2021 wurden die Stromzähler der Kunden grossflächig durch intelligente Zähler ersetzt.
Das Unterwerk von EWB befindet sich in der Vorderen Engehalde direkt an der Aare. Im Jahr 2022 begann die umfassende Erneuerung des seit 1932 bestehenden Bauwerks.
Der Strommix von EWB setzte sich im Jahr 2023 aus  68,68 % Wasserkraft, 17,69 % Kernenergie, 3,52 % Sonnenenergie, 1,66 % Biomasse, 6 % gefördertem Strom, 1,33 % Siedlungsabfälle erneuerbar und 1,12 % Siedlungsabfälle nicht erneuerbar zusammen. 2010 wurde der Atomausstieg in einer städtischen Volksabstimmung auf 2039 festgelegt. Ab 2020 werde das Produkt «ewb.Basis.Strom» zu 100 % aus Schweizer Wasserkraft bestehen. Im Bezug auf die Kernenergie ist EWB mit 7,5 % am Kernkraftwerk Gösgen beteiligt. Im Bereich Wasserkraft hält EWB unter anderem eine 16,66-%-Beteiligung an den Kraftwerken Oberhasli.
Um für Elektroautos ein einheitliches Netz an Ladestationen aufzubauen, hat EWB im Juni 2017, zusammen mit den Energiedienstleistern Alpiq, EBM und Groupe E, die MOVE Mobility AG gegründet. In der Schweiz bietet MOVE über 800 eigene Ladestationen, weitere Tausende können in ganz Europa mitbenutzt werden.
Im Zuge der weltweiten Energiekrise seit 2021 wurde im August 2022 eine Strompreiserhöhung für das folgende Jahr um durchschnittlich 20 Prozent angekündigt.

### Wasserversorgung
EWB versorgt die Stadt Bern über sein 369 Kilometer langes Versorgungsnetz mit rund 14 Millionen m³ Trinkwasser. Darüber hinaus werden weitere acht angrenzende Gemeinden beliefert. Insgesamt gewann EWB (bzw. die Wasserverbund Region Bern AG) 2011 19.3 Millionen m³ Wasser, welches zum überwiegenden Teil aus Grundwasser stammt und versorgte damit über 200'000 Personen.
Das Trinkwassernetz von Energie Wasser Bern versorgt auch die überwiegende Mehrheit der öffentlichen Brunnen in Bern mit Trinkwasser, dessen Qualität regelmässig überprüft wird.

### Erd- und Biogas
Über sein 347 Kilometer langes Netz beliefert Energie Wasser Bern Kunden in Bern sowie in rund ein Dutzend Gemeinden in der Umgebung mit insgesamt 1'727 GWh Erdgas, welches vom Gasverbund Mittelland und zu einem kleinen Teil von der ARA Region Bern als Biogas bezogen wird. Seit Ende 2010 kann auch lokal produziertes und CO2-neutrales Biogas bezogen werden. Im Jahr 2022 wurde ein Vorstoss eingereicht, welcher ein möglicher Ausstieg aus Erdgas prüfen lassen will. Im gleichen Jahr wurde damit begonnen, dem Erdgas standardmässig 10 Prozent erneuerbares Gas beizumischen. Da die Preise auf dem Energiemarkt stark zugenommen haben, wurden die Gaspreise per 1. Oktober 2022 um durchschnittlich 19 Prozent erhöht.

### Abfallwesen
In der städtischen Kehrichtverwertungsanlage werden Abfälle aus der Stadt und Agglomeration Bern verbrannt. Die daraus entstehende Energie wird als Strom sowie als Fernwärme genutzt. 2024 wurden insgesamt 496'779 Tonnen Abfall verwertet und dabei rund 68,7 GWh Strom sowie 164,2 GWh Fernwärme produziert. Der Brennstoffmix für die Fernwärme bestand 2019 aus 50 % Kehricht, 38 % Holz und 12 % Erdgas. 2018 hat die Energiezentrale Forsthaus (KVA) über 156 Tausend Tonnen Kohlendioxid (CO2) emittiert. 2025 wurde erstmals brennbarer Abfall aus Industrie, Gewerbe und von Baustellen in der Deponie Teuftal zwischengelagert, um ihn im Winter der KVA zuzuführen.